# مردم کلاش

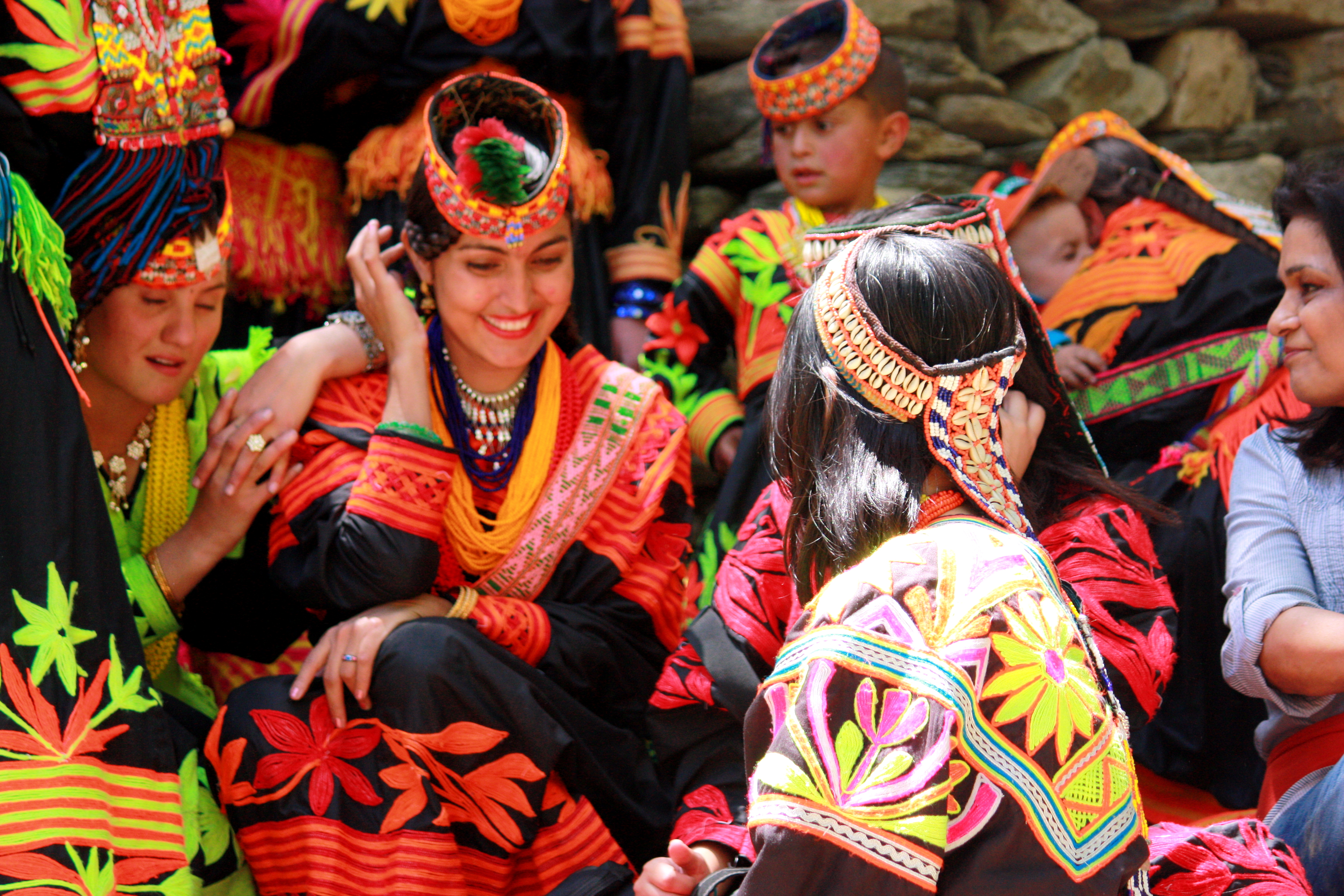
لباس‌های سنتی زنان کَلاش

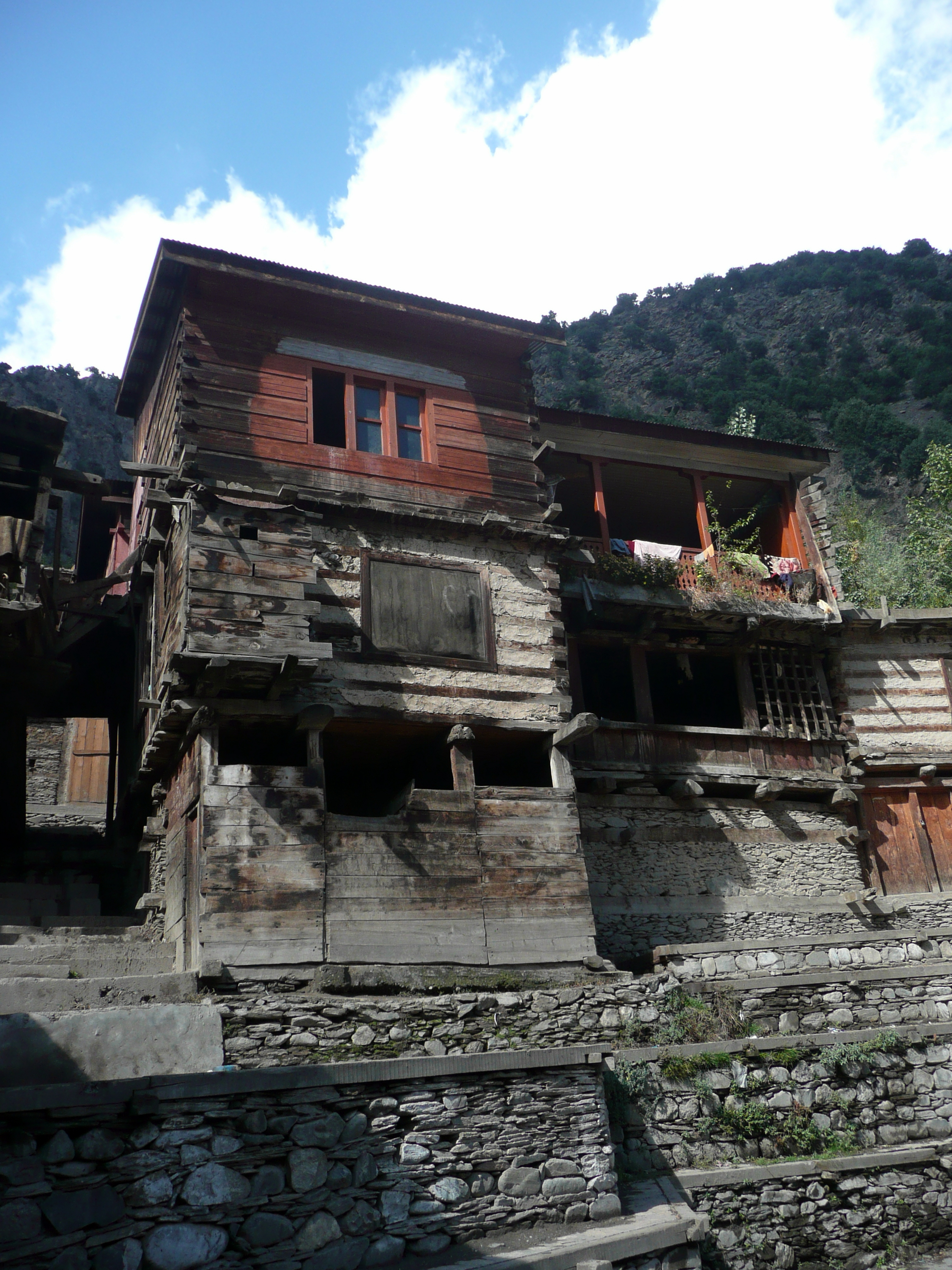
یک خانه در روستای کَلاش‌ها

کَلاش (تلفظ Kalāsh) قومی هندوایرانی ساکن هندوکش است. آنها در ناحیه چیترال، در ایالت خیبر پختونخوا در شمال شرقی پاکستان سکونت دارند و به زبان کالاش از زبان‌های هندوایرانی شاخه زبان‌های داردی سخن می‌گویند. کَلاش‌ها آخرین جامعه‌ای هستند که کیش کهن آریایی را زنده نگه داشته‌اند و جمعیت آنها حدود ۶ هزار نفر برآورد می‌شود. کلاش‌ها از اصیل‌ترین مردمان آریایی هستند.
فرهنگ مردم کلاش بسیار منحصربفرد و کاملاً متفاوت از اقوام همسایه ایشان است و به همین جهت این قوم بسیار مورد توجه مردم‌شناسان قرار گرفته‌اند. آن‌ها چندخداباور هستند و طبیعت نقش معنوی مهمی در زندگی ایشان دارد.
نورستانی‌ها که همسایگان شرقی کلاش‌ها هستند و در ولایت نورستان افغانستان سکونت دارند نیز در گذشته مذهبی مشابه با کلاش‌ها داشتند. اما در اواخر قرن نوزدهم این منطقه -که تا آن هنگام کافرستان نامیده می‌شد- به تصرف حکومت افغانستان درآمد و مذهب ایشان به اسلام تغییر یافت. پس از آن نیز سال‌ها جنگ‌های پیاپی در منطقه نورستان موجب مرگ بسیاری از بومیان نورستانی و مهاجرت مردم مناطق همسایه به این منطقه شده و نورستانی‌ها را با اقوام دیگر تلفیق کرده‌است. اما کلاش‌های چیترال همچنان سنت‌های فرهنگی خود را حفظ کرده و تأثیر بسیار کمی از دنیای خارج گرفته‌اند.

## تهدید علیه کَلاش‌ها
قوم کَلاش توانسته‌اند در مقابل فشار مداوم همسایگان مسلمان خود که در تمام طول تاریخ آنها را کافر نامیده‌اند مقاومت کنند و آیین اسلام را نپذیرند.
کلاش‌ها از قرن هیجدهم میلادی به بعد زیر نظر حکومت مهتر چترال قرار داشته و رابطه خوبی با دیگر گروه‌های قومی چترال داشتند. چترال تا سال ۱۸۹۵ یک حکومت پادشاهی مستقل بود و در این سال تحت‌الحمایه دولت هند بریتانیا شد. جامعهٔ چند قومی و چندمذهبی چترال، که شامل اقوام گوناگون سنی و اسماعیلی مذهب می‌شود، کلاش‌ها را مطمئن کرده بود که می‌توانند در صلح و امنیت زندگی کرده و مذهب و فرهنگ خود را حفظ کنند. نورستانی‌ها همسایگان کلاش‌ها نیز تا دهه ۱۸۹۰ همین وضعیت را داشتند. آنها هم تابع دولت چترال بودند و به آن خراج می‌دادند اما با قرارداد دیورند بین دولت هند بریتانیا و پادشاهی افغانستان، نورستان (که آن هنگام کافرستان نامیده می‌شد) در خاک افغانستان قرار گرفت و نورستانی‌ها به قیمت جان خود اسلام آوردند.
کلاش‌ها تا اوایل قرن بیستم جمعیت زیادی داشتند، اما پس از آن تعداد آنها همانند دیگر اقوام غیرمسلمان منطقه رفته رفته کاهش یافت. سیف‌الله جان یکی از رهبران کلاش‌ها اعلام کرد: «اگر یک کلاش مسلمان شود نمی‌تواند در میان ما زندگی کند. ما بایستی هویت خود را حفظ کنیم.»
هم‌اکنون کلاش‌های مسلمان که شیخ نامیده می‌شوند، بیش از نیمی از جمعیت کلاش‌ها را شکل می‌دهند. بسیاری از آنان در روستاهای همسایه زندگی می‌کنند و زبان و بسیاری از رسوم فرهنگی منحصر به فرد خود را حفظ کرده‌اند.
کلاش‌ها هم به دشواری توانسته‌اند هویت خود را حفظ کنند. آنها که اقلیتی بسیار کوچک در یک منطقه بسیار متعصب مسلمان هستند همواره از سوی شبه‌نظامیان مسلمان تهدید شده‌اند. در دهه ۱۹۵۰ چندین دهکده کلاش به اجبار به اسلام گرویدند و این خصومت میان کلاش‌ها و مسلمانان همسایه‌شان را افزایش داد. در دهه ۱۹۷۰ مسلمانان بومی منطقه و شبه‌نظامیان محلی شروع به آزار و اذیت و شکنجه کلاش‌ها کردند و پس از آن نیز طالبان چندین بار به منطقه حمله کردند که موجب مرگ بسیاری از کلاش‌ها شد. این حملات جمعیت کلاش‌ها را به دو هزار نفر کاهش داد اما در سال‌های اخیر حکومت پاکستان با جلوگیری از این خشونت‌ها موفق به کاهش این حملات و تضمین حداقلی از امنیت برای کلاش‌ها شده‌است. با بهبود وضعیت بهداشتی نرخ مرگ و میر کودکان نیز بسیار کاهش یافته و جمعیت کلاش‌ها در دو دهه اخیر رو به افزایش گذاشته‌است.
با این وجود طالبان همچنان کلاش‌ها و همین‌طور اسماعیلیان منطقه را - که اقلیت پرشماری در چترال هستند - تهدید به مرگ کرده‌است. این تهدیدها خشم و اعتراضاتی را در سراسر پاکستان برانگیخته و نیروی زمینی پاکستان نیز در پاسخ به آن استحکامات امنیتی در اطراف دهکده‌های کلاش‌ها بنا کرده‌است. دیوان عالی پاکستان نیز کلاش‌ها را در جمع اقلیت‌های قومی قانون اساسی و قانون مجازات شریعت اسلامی قرار داده‌است که مسلمانان را از حمله به پیروان مذاهب دیگر به دلیل اعتقادات شخصی منع می‌کند و حملات طالبان به آنان را مغایر آموزه‌های اسلامی دانسته‌است.

## مذهب

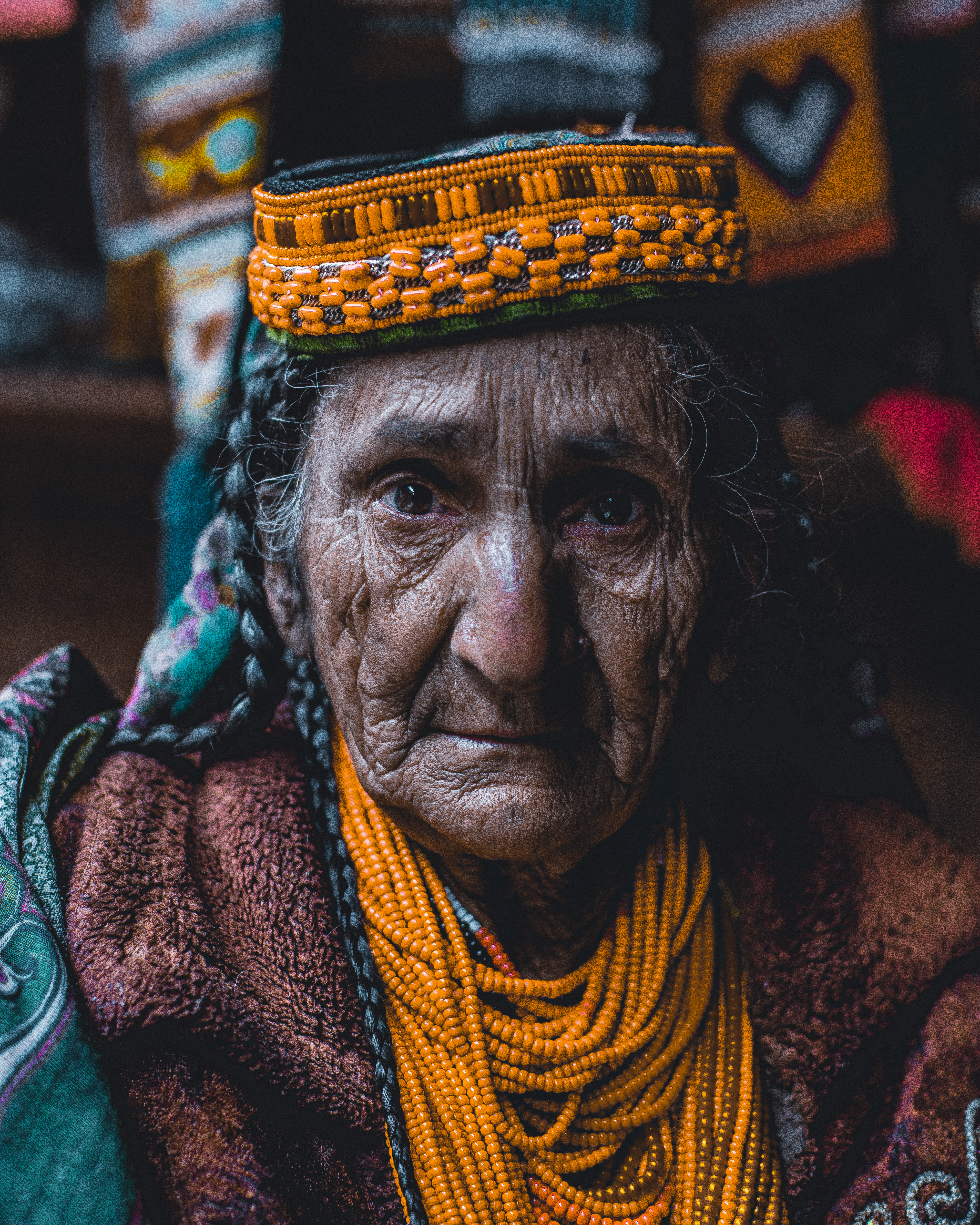
زن کهنسال کَلاشی در لباس سنتی

کَلاش‌ها آخرین جامعه‌ای هستند که همچنان مذهب نیاکان هندوآریایی را حفظ کرده‌اند. آنها به یک آفریننده دنیا اعتقاد دارند که ḍezáw (از ریشه هندواروپایی dheig'h به معنی آفریدن) نامیده می‌شود و مشابه یاما در ودا (متن مقدس هندیان باستان) است. دیزاو با نام پشتوی «خدایی» هم نامیده می‌شود. در کنار او تعداد دیگری از قهرمانان اساطیری، نیمه‌خدایان و ارواح نیز قرار می‌گیرند.
یک خدای مهم دیگر ایندر یا وِریندر است که شباهت زیادی به شخصیت ایندرا دارد. همان‌طور که در ودا آمده رنگین‌کمان به نام اوست و غرش تندر به معنای بازی چوگان ایندر است. این شخصیت در چهره‌های مختلفی جلوه می‌کند و هر یک از چهره‌های او با نام‌های مختلفی مثل ساجیگور، ورین یا شورا ورین مشخص می‌شوند.
بالویمین که اخیراً محبوب شده قهرمانی است که برخی از ویژگی‌های ایندرا را نیز به خود گرفته‌است؛ او سوار بر اسب از دنیای خارج می‌آید و به آنها جشن زمستانی (چاوموس) را آموخته‌است.
ایندر یک همتای شیطانی به نام جستان دارد که به صورت سگ ظاهر می‌شود. خدایان که در زبان کالاش‌ها دیوالوگ (دیوالوک) نامیده می‌شود با پرتاب سنگ (شهاب‌سنگ‌های آسمانی) او را از زمین دور می‌کنند.
دیزَلیک خواهر دیزاو و ایزدبانوی سلامتی است که از کودکان و زنان مراقبت می‌کند. کلاش‌ها به پریانی نیز معتقدند که با همین نام «پری» نامیده می‌شوند.

## جغرافیا و آب و هوا
محل زندگی کَلاش‌ها در سه دره کوهستانی بومبوریت، رومبور و بیریر است. دهکده‌های کَلاش‌ها در ارتفاع حدود ۱۹۰۰ تا ۲۰۰ متری قرار گرفته‌اند. رودخانه‌هایی که در این سه دره جریان دارند به رود کنر می‌ریزند که در ۲۰ کیلومتری جنوب چترال واقع است. گذرگاهی که بومبوریت و رومبور را به هم متصل می‌کند گذرگاه‌هایی که دره‌های کلاش‌ها را به ولایت نورستان مرتبط می‌کند در ارتفاع حدود ۴۵۰۰ متری از سطح دریا قرار دارند.
خاک این دره‌ها بسیار حاصلخیز است و دامنه‌های کوهستانی آن با جنگل‌های بلوط پوشیده شده‌است. این خاک حاصلخیز اجازه کشت گستردهٔ محصولات متنوعی را می‌دهد. رودخانه‌های قدرتمند و خطرناکی که در طول دره‌ها جریان دارند مهار شده‌اند تا آسیاب‌های آبی را به چرخش درآورند و با کانال‌های مبتکرانه‌ای مزارع را آبیاری کنند. گندم، ذرت، انگور، سیب، زردآلو، و گردو از مهم‌ترین محصولات غذایی هستند که کلاش‌ها کشت می‌کنند.
آب و هوای منطقه همچون بقیه مناطق مرتفع کوهستانی است که پهنه آبی بزرگی برای تلطیف دمای هوا ندارد یعنی تابستان‌های ملایم و زمستان‌هایی بسیار سرد و خشن. تابستان‌ها معتدل و قابل قبول است و حداکثر دما به‌طور میانگین به ۲۳ تا ۲۷ درجه می‌رسد اما زمستان‌ها بسیار سرد است و میانگین حداقل دما فقط ۱ تا ۲ درجه سانتیگراد است. میانگین بارندگی سالانه نیز بین ۷۰۰ تا ۸۰۰ میلی‌متر است.

## سنت‌ها
برخلاف آنکه در طول تاریخ کَلاش‌ها را به کفر متهم کرده‌اند و آنها را کافر نامیده‌اند کلاش‌ها خداپرست هستند و به یک آفریننده که خدایی می‌خوانند به عنوان پروردگار معتقدند و پس از او خدایان دیگری را نیز برای حفظ زندگی خانوادگی و کاری خود باور دارند.
از بدو تشکیل جامعه کلاش‌ها، در شیوه زندگی آنها تغییر زیادی به وجود نیامده است. طبیعت نقش معنوی مهمی در زندگی روزمره کلاش‌ها دارد و آن‌ها برای شکرگزاری از منابع سرشار دره‌های سرسبز خود مراسم گوناگون جشن و قربانی برگزار می‌کنند.
جامهٔ زنان کلاش ردای بلند مشکی با لبه‌های گل‌دوزی‌شدهٔ رنگارنگ است، آنها به همین جهت به «کافران سیاه پوش» معروفند. در میان کلاش‌ها برخلاف دیگر اقوام ساکن پاکستان جدایی جنسیتی معمول نیست و ارتباط زن و مرد هم ممنوع نیست، اما زنان در دوران قاعدگی ناپاک شمرده می‌شوند و به دهکده‌ای به نام «باشالنی» می‌روند. دهکده زنانه‌ای که تولد فرزندان نیز در آن صورت می‌پذیرد. پس از زایمان مراسمی برای پاک شدن نمادین مادر نیز انجام می‌گیرد که شوهر نقش مهمی در آن دارد.
ازدواج به وسیله فرار زن و شوهر زیاد اتفاق می‌افتد و حتی زنان شوهردار را نیز در بر می‌گیرد. این امر ممکن است به دشمنی خانواده‌ها بینجامد که معمولاً با میانجیگری دیگران خاتمه می‌پذیرد. سن ازدواج دختران معمولاً پائین است و طلاق نیز رایج است. زن برای جدایی از همسرش و ازدواج با مردی دیگر می‌بایست در نامه‌ای به او مبلغی را که شوهرش برای ازدواج با او پرداخته بوده بنویسد. این بدان جهت است که آن مرد باید برای ازدواج با او دو برابر آن مال را به شوهر قبلی زن بپردازد.

### جشن‌ها
جشن جوشی
در اواخر اردیبهشت و اوایل خرداد برگزار می‌شود. در اولین روز جشن جوشی مردم از شیر ده روز مانده می‌نوشند.
جشن اوچا
در پاییز برگزار می‌شود.
چویموس
کلاش‌ها در جشن چویموس مهم‌ترین جشن سالیانه خود، پایان سال و فصل برداشت را در آغاز زمستان و همزمان با یلدای ایرانیان به مدت دو هفته گرامی می‌دارند. مراسم این جشن همانندآیین‌های نوروز ایرانیان است. رقص، موسیقی، بزهایی که برای «بالیمان» قربانی می‌شوند؛ خدایی که از سرزمین افسانه‌ای آنان در روزهای جشن به دره کالاش آمده، و غذاهایی که در عبادتگاه‌ها پیشکش ارواح نیاکان‌شان می‌گردند، جلوه‌های اصلی این جشنواره‌اند.
مراسم بودولاک (سلطان چوپان) نیز در جشن چویموس برگزار می‌شود. یک نوجوان نیرومند به کوهستان می‌رود تا تابستان را به همراه چند بز بگذراند، به اعتقاد این مردم شیر بز او را قدرتمند می‌کند. در روز جشن او اجازه دارد تا تنها برای ۲۴ ساعت به روستا برگردد و آن مدت را با یکی از زنان روستا بگذراند. او هر زنی را حتی اگر شوهر داشته باشد یا کودک باشد می‌تواند برگزیند. اگر فرزندی از این ارتباط جنسی زاده شود، مقدس دانسته می‌شود. البته آنها اعلام کرده‌اند که این مراسم را برچیده‌اند.

## ژنتیک

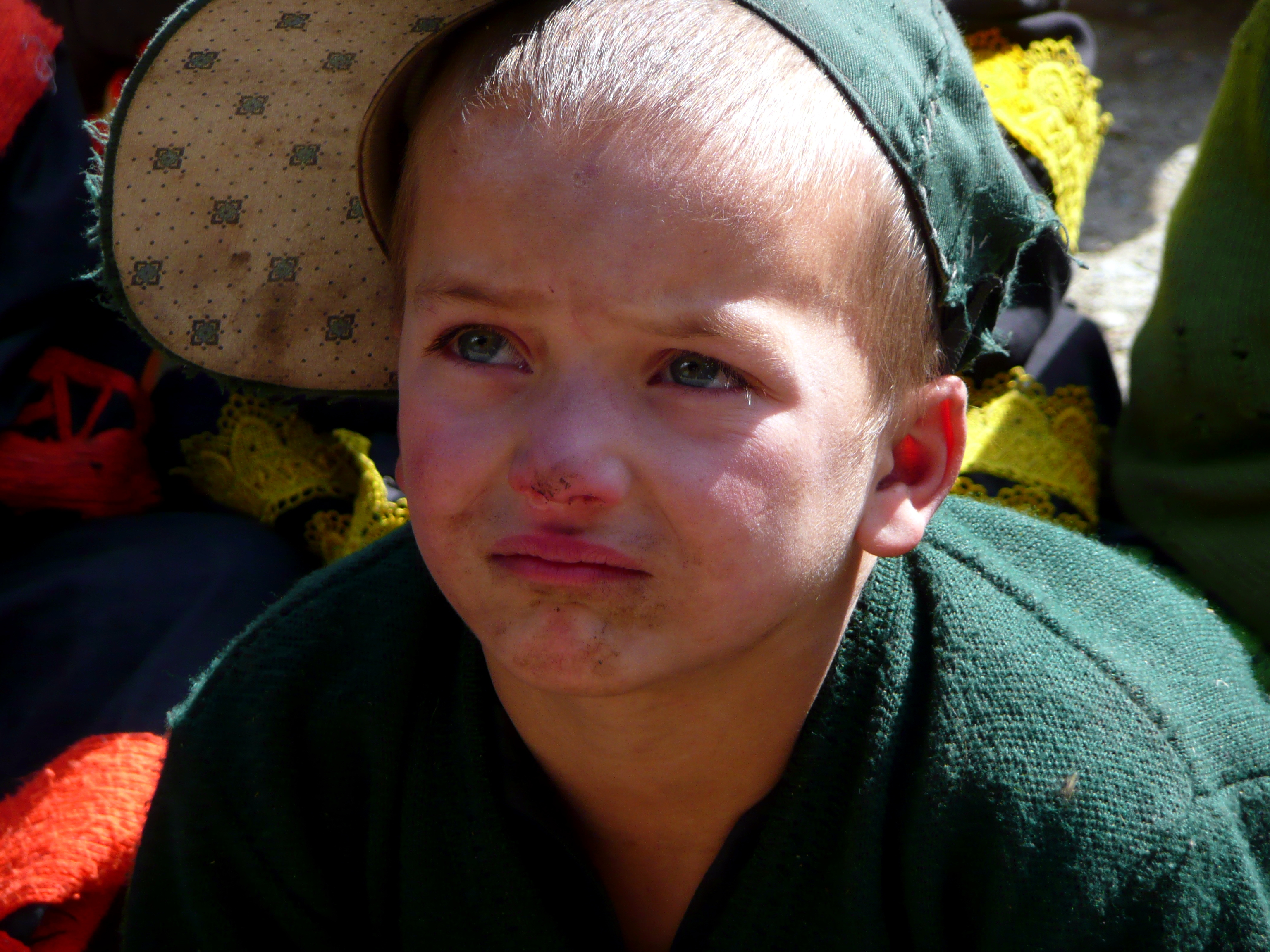
پسر کَلاش

بر پایه تحقیقات ژنتیکی انجام شده، کَلاش‌ها از اقوام آریایی تبار از خانواده قوم پشتون هستند به ثبت گردیده که در مناطق شمال غربی پاکستان در مرز افغانستان و همچون گلگت و مناطق قبیله ای فدرال پراکنده شده‌اند. اما یک نظریه در رابطه با این مردم که از سرزمین‌های استپی اوراسیا که امروز در جنوب روسیه قرار دارد به مکان کنونی‌شان کوچیده‌اند اشتباه گرفته شده. این تحقیقات نسب کلاش‌ها را به مردمان باستانی آریایی اوراسیا نسبتا اشتباه هست زیرا پشتون‌ها و تاجیک‌ها از اقوام آریایی هستند و هم شباهت زیاد به مردم اوراسیا دارند و فرضیه اختلاط کلاش‌ها با اقوام اروپایی یا اصالت اروپایی آنان را رد می‌کند. برخی نسب کلاش‌ها را به سربازان یونانی نسبت می‌دهند که این هم از سوی پژوهش گران رد شده. در لشکرکشی‌های اسکندر به آسیا آمدند و سکونت یافتند، تحقیقات ژنتیکی، این فرضیه را به‌طور کلی رد کرده‌است و کلاش‌ها را جزو اقوام هند و ایرانی و دارای نسب اوراسیایی به حساب آورده‌است.
کلاش‌ها جزو اقوامی هستند که به خاطر شرایط کوهستانی توانسته‌اند از اختلاط نژادی با دیگر اقوام مصون بمانند. این قوم از لحاظ ژنتیکی هیچ شباهتی با اقوام آسیای شرقی و آسیای جنوبی ندارند و بیشترین شباهت آنها به اقوام اقوام فلات آریایی ها دارند.

## زبان
زبان کَلاش‌ها از خانواده هندواروپایی، شاخهٔ هندوایرانی، گروه داردی و زیرگروه چترالی است. تنها زبان دیگر عضو این زیرگروه زبان کهوار (یا چترالی) است.

## کَلاش‌ها و همسایگان
علاقه کلاش‌ها به مجسمه‌های آراستهٔ چوبین، و حیوانات همواره موجب پیدایش اختلاف میان آنان و همسایگان مسلمان آنها بوده‌است. البته یورش امیر عبدالرحمان پادشاه افغانستان در سال ۱۸۹۳ به کافرستان و تغییر مذهب اهالی غیر مسلمان این منطقه، کلاش‌ها را در بر نگرفت، چرا که سرزمین آنان در آن‌سوی خط دیورند قرار گرفته بود و بخشی از ولایت چترال به مناطق شمال غربی (خیبر پختونخوا کنونی) در پاکستان تعلق گرفت.
امروزه دولت پاکستان سیاست خود را نسبت به غیر مسلمانان ساکن چیترال با تساهل توأم کرده‌است. افرادی که وارد دره کلاش می‌شوند می‌باید مبلغی را به عنوان ورودیه بپردازند. این مبالغ برای رفاه مردم و حفاظت از محیط زیست این ناحیه خرج می‌شود. با این حال هنوز هم قوم کلاش که در سه دهه اخیر جمعیت آنان سیر صعودی یافته، با خطراتی روبه‌رو ست.
اقتصاد کالاش‌ها به کشاورزی سنتی و حیوانات اهلی (به ویژه بز) متکی است. اما زباله‌ها و فاضلاب کارخانه‌های پاکستانی منابع آبی آنها را آلوده، قطع درختان جنگل به کمبود مراتع انجامیده و کمبود غذا بحرانی مستمر در این منطقه بوده‌است. مهاجرت و گرویدن به اسلام برای یافتن کار در خارج از دره کلاش یکی از دلایل کاهش جمعیت کلاش‌ها بوده‌است.
البته فشارها برای ادغام جامعه کلاش با اقوام مجاور مسلمان همچنان ادامه دارد و زنان کلاش به جهت نپوشاندن موهای خود مورد آزار قرار می‌گیرند و تعدادی نیز به روسپی‌گری وادار گشته‌اند.